# L'infaust demiürg
L'infaust demiürg és un llibre d'Émile Michel Cioran publicat a França per l'Editorial Gallimard (Le mauvais demiurge) el 1969.
És un breu llibre (la versió castellana té 140 pàgines), al que l'autor divideix en cinc parts:
- L'infaust demiürg: referència al gnosticisme: en el cim dels éssers existeix un Déu, un ésser perfecte i immanent la mateixa perfecció del qual fa que no tinga cap relació amb la resta d'éssers imperfectes. És immutable i inaccessible. Descendint en una escala d'éssers emanats d'aquell arribem finalment al Demiürg, antítesi i el cim de la degeneració progressiva dels éssers espirituals, i origen del mal. En la seua maldat, el Demiürg crea el món, la matèria, encadenant l'essència espiritual dels homes a la presó de la carn.
- Els nous déus: reflexió sobre el conflicte monoteisme/politeisme.
  - Paleontologia: La casualitat d'una visita al museu li duu a meditar sobre l'existència: es veu un tal com serà: una lliçó, no; un accés de modèstia, un bon ús de l'esquelet.
- Trobades amb el suïcidi.
- El no alliberat.
- Pensaments escanyats. Concebre un pensament, un només i únic pensament, però que fera trossos l'univers.